# Boyeros
Boyeros är en kommun i Kuba.   Den ligger i provinsen Provincia de La Habana, i den västra delen av landet, 14 km söder om huvudstaden Havanna. Boyeros ligger 66 meter över havet och antalet invånare är 188 593.
Terrängen runt Boyeros är platt. Runt Boyeros är det tätbefolkat, med 683 invånare per kvadratkilometer. Närmaste större samhälle är Havanna, 14,1 km norr om Boyeros. Trakten runt Boyeros består till största delen av jordbruksmark.